# SummerSlam 2003
SummerSlam (2003) was een professioneel worstel-pay-per-view (PPV) evenement de georganiseerd werd door de World Wrestling Entertainment (WWE) voor hun Raw en SmackDown! brands. Het was de 16e editie van SummerSlam en vond plaats op 24 augustus 2003 in het America West Arena in Phoenix, Arizona.

## Matches
| Nr. | Match | Winnaar(s)     | Opmerkingen                                                                | Bron  |
| --- | --- | -------------- | -------------------------------------------------------------------------- | ----- |
| 1H  | Rey Mysterio (c) vs. Shannon Moore                                                                                                   | Rey Mysterio   | Eén-op-één match voor het WWE Cruiserweight Championship.                  | [ 1 ] |
| 2   | La Résistance (René Duprée & Sylvain Grenier) (c) (met Rob Conway) vs. The Dudley Boyz (Bubba Ray & D-Von Dudley) (met Spike Dudley) | La Résistance  | Tag team match voor het World Tag Team Championship.                       | [ 2 ] |
| 3   | The Undertaker vs. A-Train (met Sable)                                                                                               | The Undertaker | Eén-op-één match.                                                          | [ 2 ] |
| 4   | Shane McMahon vs. Eric Bischoff | Shane McMahon  | Falls Count Anywhere match.                                                | [ 2 ] |
| 5   | Eddie Guerrero (c) vs. Chris Benoit vs. Rhyno vs. Tajiri                                                                             | Eddie Guerrero | Fatal 4-Way match voor het WWE U.S. Championship.                          | [ 2 ] |
| 6   | Kurt Angle (c) vs. Brock Lesnar | Kurt Angle     | Eén-op-één match voor het WWE Championship. Angle won door diskwalificatie | [ 2 ] |
| 7   | Kane vs. Rob Van Dam | Kane           | No Holds Barred match.                                                     | [ 2 ] |
| 8   | Triple H (c) (met Ric Flair) vs. Goldberg vs. Chris Jericho vs. Shawn Michaels vs. Randy Orton vs. Kevin Nash                        | Triple H       | Elimination Chamber match voor het World Heavyweight Championship.         | [ 2 ] |